# 格里戈里·斯科里科夫
格里戈里·彼得罗维奇·斯科里科夫（俄语：Григорий Петрович Скориков；1920年3月13日—2000年9月6日）是苏联军事将领，苏联空军元帅（1980年）。

## 生平
1920年出生于顿河州哥薩克家庭。1941年加入联共（布）。
1937年加入工农红军。1939年毕业于坦波夫骑兵学校；1942年毕业于哈尔科夫军事航空指挥学院。苏德战争期间，在空军集团军负责情报工作。
1945年至1962年，继续在军队工作，担任参谋职务。1948年毕业于伏龙芝军事学院。1957年毕业于总参谋部军事学院。1962年至1968年，任国土防空军副参谋长兼作战部部长。1968年至1971年，任空军集团军参谋长。1971年至1972年，任空军副总参谋长。1972年至1978年，历任总参谋部第十部副部长、部长。1980年11月4日，晋升空军元帅。
1978年8月至1985年，任空军第一副总司令兼参谋长。1985年至1992年，国防部总监察组成员。1992年，退役。
2000年9月6日在莫斯科去世。安葬于特罗耶库罗夫公墓。
主要荣誉：十月革命勋章一枚、红旗勋章一枚、一级卫国战争勋章二枚、二级卫国战争勋章一枚、红星勋章三枚、二级/三级在苏联武装力量中为祖国服务勋章各一枚。奖章和纪念章多枚。1983年荣获苏联国家奖金。

## 军衔
- 空军少将（1961年5月9日）
- 空军中将（1968年2月19日）[7]
- 空军上将（1976年2月13日）[8]
- 空军元帅（1980年11月4日）

## 家庭
- 妻子：玛丽亚·特罗菲莫芙娜·斯科里科娃（1920年6月1日 - 2012年2月2日）